# Cotinusa (isla)
Cotinusa (en griego Κοτινοωσα y en castellano ‘tierra abundante en acebuches’) es el nombre de la mayor de las antiguas islas Gadeiras. En ella se encontraban el Templo de Hércules Gaditano (actual isla de Sancti Petri) y el Templo de Baal Hammon (en la actual ciudad de Cádiz). Según Timeo en ella abundaban los olivares.

## La isla en la actualidad
Actualmente la isla de Cotinusa no existe como era en época antigua. Su territorio está repartido entre Cádiz, San Fernando (Camposoto y el Islote de Sancti Petri), y las aguas del Océano Atlántico y la Bahía de Cádiz.